# مسجد بودونج

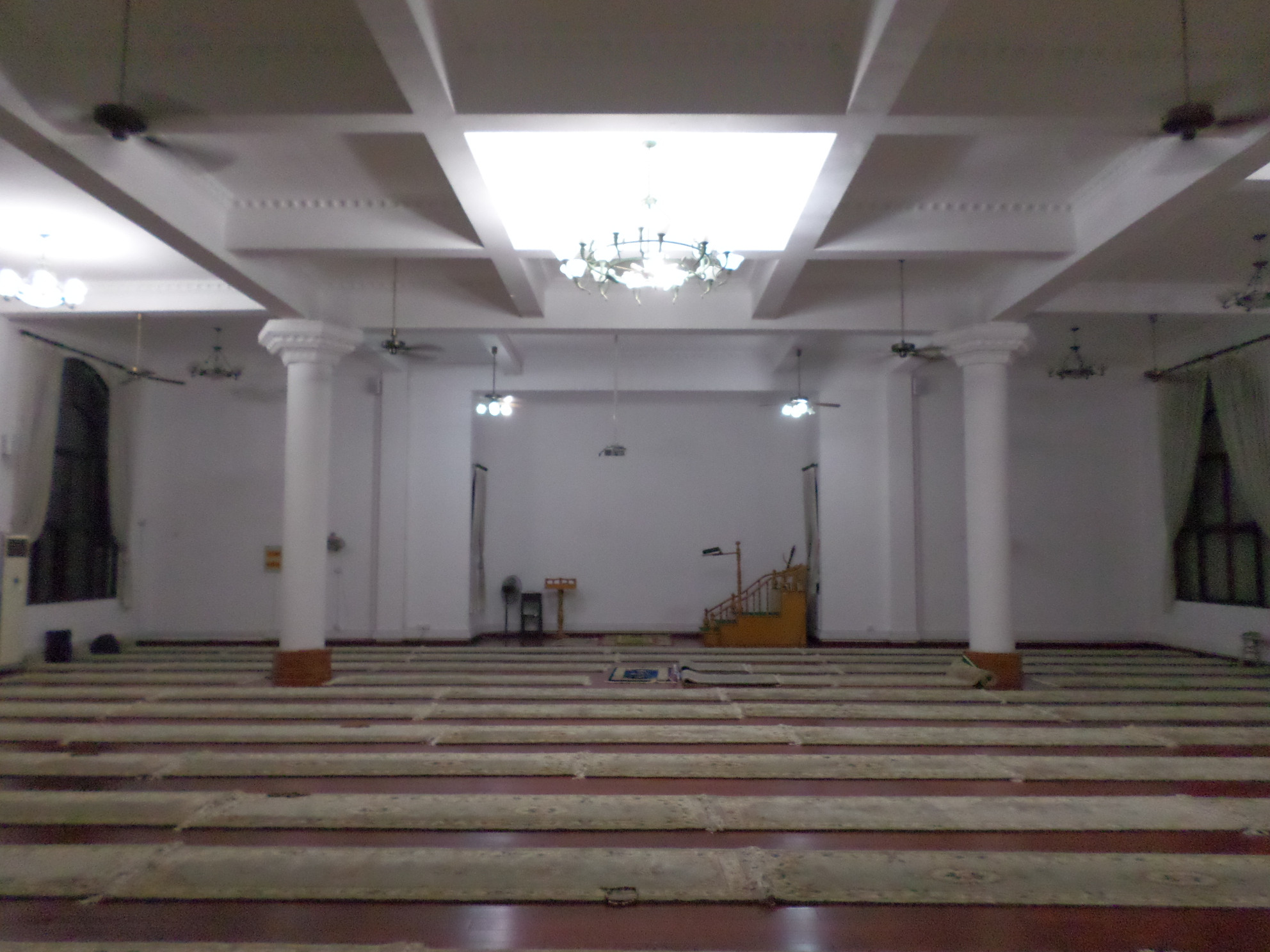
قاعة صلاة مسجد بودونغ

مسجد بودونغ (بالصينية:浦东清真寺)يقع في حي بودونغ في مدينة شنغهاي ، الصين . 

## التاريخ
تم بناء المسجد في عام 1935ورمم ووسع عام 1984م . في عام 1995م، أعيد بناء المسجد في موقعه الحالي بدعم وتمويل من حكومة مقاطعة بودونغ. 

## هندسة معمارية
ويغطي المسجد مساحة 1650 متر مربع، بما في ذلك الفناء، وقاعة الصلاة، وغرفة الإمام، وغرفة الوضوء والمكتب.للمسجد قبة خضراء. يتكون المبنى الرئيسي من ثلاثة طوابق مبنية على الطراز المعماري العربي. له مئذنة عالية 40 مترا وثلاثة قبب بجانب القبة الكبرى.في المسجد مكتبة ومحل جزارة ومتجر.
يسع 500 مصلي مع وجود قاعة إضافية للصلاة في الخلف يتم فتحها خلال صلاة الجمعة والتي يمكن أن تستوعب 300 من المصلين وقسم غرفة الصلاة النسائية التي يمكن أن تستوعب 50 مصلية.

## وسائل النقل
يمكن الوصول إلى المسجد على مسافة قريبة باستقلال مترو شانغهاي والنزول في محطة يوان شن (بالصنية:源深体育中心)